# Фроловка (Хвастовицький район)
Фроловка (рос. Фроловка) — село в Хвастовицькому районі Калузької області Російської Федерації.
Населення становить 18 осіб. Входить до складу муніципального утворення Село Бояновичі.

## Історія
Від 2004 року входить до складу муніципального утворення Село Бояновичі

## Населення
| 2002 | 2010 |
| ---- | ---- |
| 28   | ↘18  |